# Post Impact - La sfida del giorno dopo
Post Impact - La sfida del giorno dopo è un film del 2004 del regista Christoph Schrewe del filone catastrofico.

## Trama
18 ottobre 2012. Nel corso di un party presso l'ambasciata degli Stati Uniti a Berlino, lo scienziato tedesco Gregor Starndorf afferma che la cometa che ha scoperto, la "Bay-Leder 7", è diretta verso la Terra e l'impatto che potrà causare estinzioni di massa è solo a pochi giorni di distanza. Starndorf collabora con l'Esercito degli Stati Uniti nello sviluppo di un'arma satellitare chiamata SolStar-2, che viene usata contro la cometa, ma il fascio di microonde è riuscito solamente a tagliare Bay-Leder 7 in due. La parte più piccola si schianta in Russia, distruggendola. Il capo della sicurezza, il capitano Tom Parker, prende moglie e figlia per fuggire in aereo, tuttavia, il suo superiore, il colonnello Waters, lo costringe a rimanere a terra ed a guardare impotente mentre l'aereo decolla.
Tre anni dopo, la situazione è ancora tragica: a causa dei detriti espulsi nell'atmosfera, tutta l'Europa è stata evacuata in Africa, dove un nuovo super-stato, i Nuovi Stati del Nord, è stato fondato. I prezzi del petrolio sono saliti alle stelle, consentendo al Medio Oriente di stabilire una ferma presa sull'economia mondiale.
Il Presidente del NSN Miranda Harrison recluta Parker per guidare una spedizione, tra cui ex-SAS Sarah Henley e Anna Starndorf, insieme a Gregor Starndorf's per scoprire chi controlla il SolStar-2 e distruggerlo. Il satellite à ancora attivo e può essere controllato solo dal centro di comando al di sotto del Palazzo del Reichstag, a Berlino, nel mezzo della "zona morta", area inabitabile a causa del freddo.
Durante il loro volo, il SolStar distrugge l'aereo, ma la squadra riesce a paracadutarsi fuori. Quando finalmente raggiunge Berlino, il gruppo scopre che la città è completamente sepolta sotto diversi metri di neve. Poco dopo, vengono attaccati da dei sopravvissuti; ci sono infatti circa 600 persone nascoste nei tunnel della metropolitana, comandati dai "Distributori". Un uomo cieco, chiamato "Il Dottore", si nasconde al di sotto del Reichstag e fornisce cibo alla gente. Egli spiega che lui e il suo capo ingegnere Klaus Hintze sono stati i progettisti del SolStar-2, originariamente concepito come una nuova fonte di energia per diminuire la dipendenza dal petrolio, ma  poi usato dai militari come arma. A Hintze venne ordinato di riattivare il satellite e fermare l'inverno permanente. Il Dottore è allarmato perché Hintze può usare il SolStar-2 come un'arma; a questo punto i "Distributori" fanno ritorno e durante la battaglia che ne segue, lo uccidono.
Infuriati, i quattro affrontano Hintze, che sta attivando il satellite per distruggere Tangeri, città sede della NSN, come vendetta per essere stato abbandonato. Sarah gli spara e poi uccide Waters mentre Parker è via e ordina ad Anna di puntare il SolStar-2 sul Medio Oriente. Torna Parker e attacca Sarah. Sta per essere sconfitto, quando Anna le spara. Quest'ultima dirige il satellite verso l'Europa ed esegue il programma di suo padre, facendo usare al SolStar-2 le sue ultime riserve energetiche per rilasciare un massiccio fascio di microonde, che inizia il riscaldamento dell'atmosfera.
Parker e Anna continuano la ricerca della sua famiglia e Parker trova la sua casa. Dentro scopre un messaggio della moglie, posto accanto ai loro corpi congelati. I due tornano fuori, guardando la massa di nuvole sulla Germania che inizia a dissiparsi, rivelando il Sole che ricomincia a riscaldare l'Europa.